# Piotr Sobolczyk

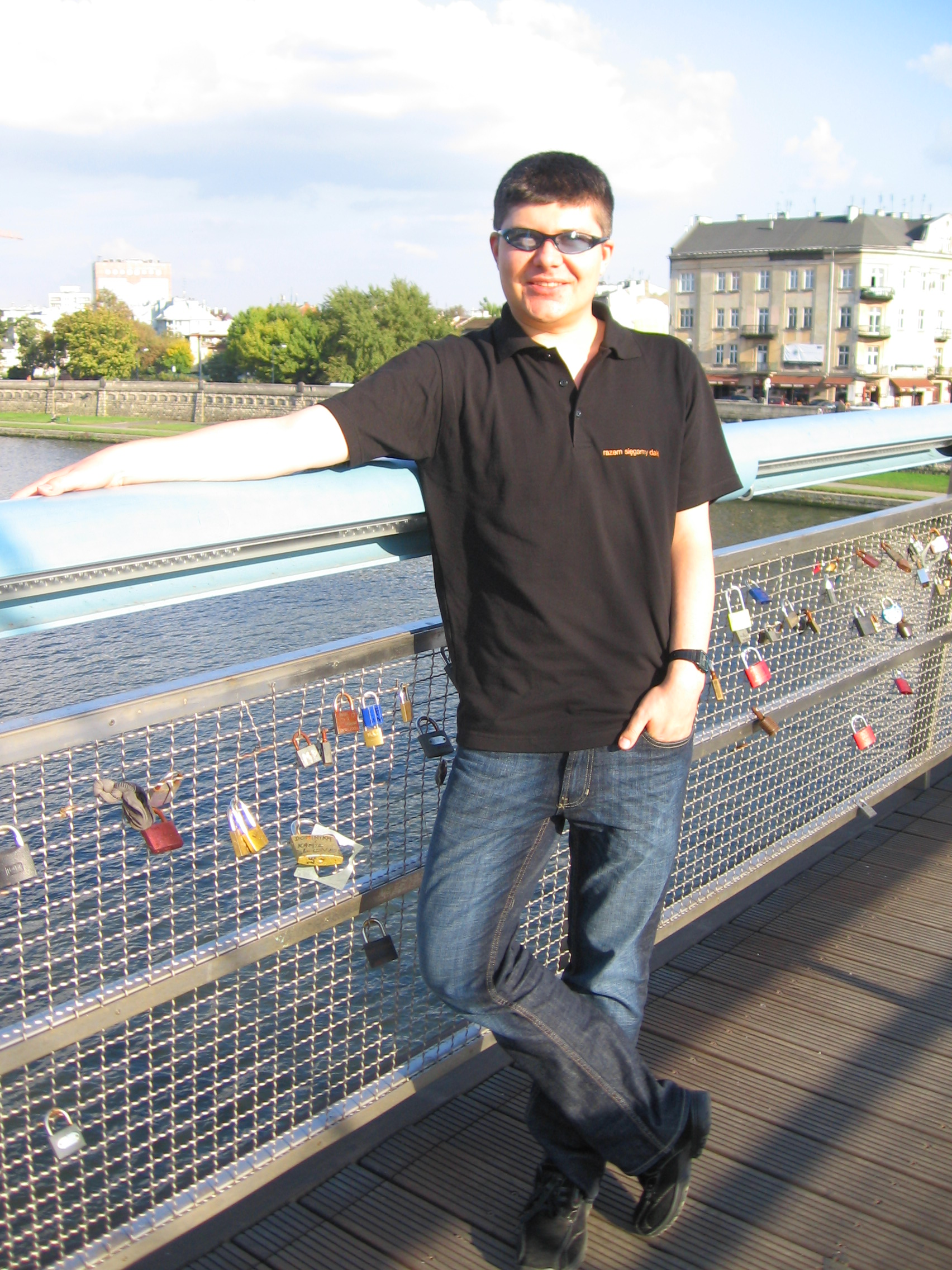
Piotr Sobolczyk

Piotr Sobolczyk (ur. w 1980 r. w Lublinie) – polski pisarz, poeta, krytyk literacki, tłumacz, producent i kompozytor muzyki oraz autor piosenek i wokalista.

## Życiorys
Urodził się w Lublinie. Studiował filologię polską i iberystykę na Uniwersytecie Jagiellońskim oraz na Universitat de Barcelona. W 2008 uzyskał doktorat na UJ na podstawie rozprawy poświęconej recepcji poezji i prozy Mirona Białoszewskiego. Od 2012 pracuje w Instytucie Badań Literackich PAN w Warszawie. W 2019 uzyskał stopień doktora habilitowanego na Uniwersytecie Śląskim na podstawie dorobku i książek Queerowe subwersje. Polska literatura homotekstualna i zmiana społeczna oraz Polish Queer Modernism.

## Twórczość
Debiutował opowiadaniem w 1994 roku, jako dramaturg w 1996, jako poeta w 1997. Jego dramat „Sen Ministra” był wystawiany we Wrocławiu i w Lublinie. Opublikował tomy poezji „Samotulenie” (2002) i „Homunculus” (2005) oraz „Dywan Pierrota” (2009), któremu w części nakładu towarzyszyła płyta CD „Pierrota Przesłuchanie na Dywanie”, zawierająca 58 minut materiałów z wszystkich książek w interpretacji autorskiej. Ponadto dwie książki prozatorskie, „Opowieści obrzydliwe” (2003) oraz „Espanadiós” (2006). Ponadto jest autorem książki naukowej „Tadeusza Micińskiego podróż do Hiszpanii” (2005) i około stu publikacji literaturoznawczych i krytycznoliterackich, wiele z nich poświęconych jest twórczości Mirona Białoszewskiego. W 2013 r. ukazał się I tom książki podoktorskiej zatytułowany „Dyskursywizowanie Białoszewskiego. Teoria recepcji i recepcja krytycznoliteracka”, rok później tom II „Dyskursywizowanie Białoszewskiego. Dyskursy literaturoznawstwa naukowego i szkolnego”. Tom I został opublikowany po angielsku w 2018 podzmienionym tytułem The Worldview - the Trope - and the Critic. Critical Discourses on Miron Białoszewski. W 2015 r. opublikował pierwszą międzynarodową monografię polskiej literatury queerowej, „Polish Queer Modernism”, w wydawnictwie Peter Lang (seria „Polish Studies - Transdisciplinary Perspectives” vol. 14). Książka zawiera nowatorski opis polskiego modernizmu i stanowi wkład w badania nad europejskim modernizmem z perspektywy nienormatywnych seksualności; poszczególne rozdziały dotyczą „tajnych dzienników” homoseksualnych pisarzy (Andrzejewski, Białoszewski, Gombrowicz, Iwaszkiewicz), Juliana Stryjkowskiego, Witolda Gombrowicza, opis powstania warszawskiego z perspektywy historycznej subkultury gejów (za Białoszewskim), jak również psychoanalityczną interpretację „Akademii Pana Kleksa”, eseje o „homowpływie” i kampie, oraz kontrowersyjne ustalenia na temat Krzysztofa Baczyńskiego. Również w 2015 r. ukazała się polskojęzyczna monografia „Queerowe subwersje. Polska literatura homotekstualna i zmiana społeczna”. Przedstawia ona w części teoretycznej autorskie rozumienie teorii queer, uwagi na temat wpływu społecznego na literaturę i literatury na inne dyskursy, oraz opis recepcji tej literatury w mediach profesjonalnych i społecznościowych. Część interpretacyjna zawiera m.in. opisy queerowania mitów - Sodomy, genezyjskiego, Don Juana, Werthera; a także opis włączania homoseksualności w gatunki prymarnie na nią zamknięte, np. literatura dla dzieci i młodzieży czy powieści historyczne (na przykładzie Władysława Warneńczyka). W 2017 opublikował monografię współczesnych nawiązań do klasycznej konwencji gotyckiej w polskiej literaturze: Gotycyzm - modernistyczny sobowtór odmieńca. Książka zawiera studia o twórczości Narcyzy Żmichowskiej, Jerzego Andrzejewskiego, Mirona Białoszewskiego, Michała Choromańskiego, Jana Brzechwy, Janusza Korczaka, Izabeli Filipiak.  
Jest też tłumaczem przede wszystkim poezji hiszpańskiej, zarówno klasycznej (Góngora, Quevedo), jak i dwudziestowiecznej (Lorca, Cernuda, Gil de Biedma, Panero, de Luis, Diego). Jego przekłady były publikowane w tygodniku „Europa” oraz „Newsweek”. Tłumaczył ponadto katalońskich poetów Pere Gimferrera i Joana Brossę oraz katalońskiego prozaika Terenci Moixa. Polskie wydanie sztuk Noblisty Harolda Pintera zawiera jego dwa przekłady jednoaktówek „Noc” i „Milczenie”. Tłumaczył także teksty naukowe. Współpracuje z licznymi polskimi pismami kulturalnymi, a także publikuje w hiszpańskim magazynie kulturalnym, gdzie m.in. promuje polską kulturę. 
Poezja Sobolczyka jest pełna gier słownych, miesza ton poważny z żartami, czasem czarnymi, swobodnie porusza tematykę erotyczną. W trzecim tomiku znalazło się więcej wierszy rymowanych, często na bazie utrwalonych w kulturze polskiej strof, np. parafraza „Trenów” Kochanowskiego: „wielkieś pustki uczynił w domu moim / mój drogi kineskopie tym spaleniem swoim”. Techniki wierszowe wahają się od aforyzmów czy „Pierrformyzmów” po wiersze narracyjne oraz quasi-litanijne enumeracje. Proza jest auto- i ironiczna, wielojęzyczna, od dziennikowego zanotu po przestylizowane groteski, oniryczne wizje i kampowe dialogi. Obie książki prozatorskie zawierają także wiersze. W wielu jego utworach dochodzi do głosu kwestia praw zwierząt i wegetarianizmu.
Był m.in. laureatem stypendium MEN (2004), stypendium Prezydenta Krakowa w dziedzinie literatury (2005), stypendium Fundacji Estreicherów (2005) oraz stypendium Fundacji na rzecz Nauki Polskiej (2008 i 2009). Za rozprawę doktorską otrzymał II nagrodę w konkursie Narodowego Centrum Kultury na rozprawy doktorskie z dziedziny nauk o kulturze (2008). W 2011 r. został stypendystą Ministra Kultury i Dziedzictwa Narodowego w zakresie literatury (projekt obejmujący ukończenie powieści „Stany Zjednoczonej Świadomości”).
17 czerwca 2012 w Warszawie na Festiwalu Mironalia 2012 odbyła się premiera spektaklu w jego dramaturgii i reżyserii „Uza leżenia” według Mirona Białoszewskiego (w rolach głównych Dominik Nowak i Dominik Budny). 19 kwietnia 2013 w Krakowie odbyła się premiera spektaklu w jego dramaturgii i reżyserii „Wielki Lament Papierowej Płci” opartego na twórczości Jerzego Andrzejewskiego. 6 września 2013 podczas III krakowskiej Nocy Poezji odbyła się premiera monodramu Edyty Kucak „Świr” według twórczości Anny Świrszczyńskiej w dramaturgii i reżyserii Sobolczyka, który wraz z Barbarą Nowicką skomponował do niego piosenki. Od 2012 r. Sobolczyk wykorzystuje także techniki video w połączeniu z własną twórczością literacką. Zrealizował dwa filmy typu video-poetry, jeden video-performance i „serial” oparty na „Notatniku Młodego Wykładowcy”.
Jesienią 2014 r. ukazał się jego czwarty tom poezji „Obstrukcja Insługi” (ISBN 978-83-62733-13-2) zawierający poezję tekstową i graficzną (23 wiersze), łączącą słowa, graficzne układy czcionek i proste piktogramy w jakość nawiązującą do poezji konkretnej, ale zarazem inną. Do tomu została dołączona płyta DVD zawierająca dwa filmy video-poetry oparte na wierszach z tomu: „Lata 90. (Pieśń nad pieśniami)”, zrealizowany na podstawie kilku wierszy „wspomnieniowych”, gdzie Sobolczyk mówi o swojej szkole podstawowej, osiedlu swojego dzieciństwa i magnetofonie oraz muzyce lat 90.; a także „Chłopak dla ciebie”, oparty na cyklu „Projekty ogłoszeń towarzyskich (copyleft)”, pastisz anonsów towarzyskich.
W 2015 r. ogłosił tom poezji „100% Arabica / chiNOISEry”. Składa się on z dwóch dłuższych cykli wierszy podróżnych, „100% Arabica” to wiersze napisane w 2008 r. w Syrii i Jordanii, „chiNOISEry” powstały w 2013 r. w Chinach. Część wierszy ma podteksty polityczne, np. wiersz o irackim uchodźcy w Damaszku (z frazą „bolanda agresora”), czy o obozach i propagandzie w Chinach (w walizce ma „czerwone conversy reakcji”), jak też wiersz o wwożeniu Dalajlamy do Chin uwewnętrznionego w swoim duchu. W cyklu arabskim znajdują się też wiersze eksperymentalne, np. zapisy składu wody mineralnej w Syrii. Sobolczyk obserwuje kondycję turysty zarówno z dystansu jak i z dozą akceptacji, co potwierdza zamieszczone na końcu książki krótkie opowiadanie fikcyjne „Turyzmatyk” o człowieku, który chciał być zawsze w każdej podróży postrzegany jako „tubylec”. Jako ebook ukazała się wersja rozszerzona tomiku, zawierająca wybór wierszy podróżnych z poprzednich tomów (gdzie nie były oznaczone jako wiersze podrożne), a także teksty niepublikowane i fragmenty prozatorskie naświetlające konteksty wierszy podróżnych, w ostatniej części znalazł się zaś wybór zdjęć Sobolczyka z podróży.

Od 2016 wydaje albumy muzyczne, gdzie występuje jako autor tekstów (w niektórych wypadkach wykorzystał swoje wcześniejsze wiersze), kompozytor muzyki, producent i wokalista. W 2016 ukazał się album Hydroprofity / Hydroprofits, następnie Zombie Clones, Phantoms & Para-lies (2017), Of Codes Off Course (2018) i Joyful Liberations (2020). W większości jest to muzyka elektroniczna, deep house, choć Sobolczyk eksperymentuje z wieloma gatunkami - reggae, ska, funk, folk, electrofunk, flamenco, salsa, rai, bhangra, electro bossa, swing, eurodance. Napisał także piosenki do wierszy innych poetów - "Il pleure dans le coeur de Pierrot" wykorzystuje dwa wiersze Paula Verlaine'a (m.in. słynny "Il pleure dans mon coeur"), "Infant Sorrow" łączy dwa wiersze Williama Blake'a, podobnie "Face Different" wykorzystuje wiersz Blake'a ("Oh why was I born with a different face") z fragmentem listu poety do przyjaciela. "The art of losing" łączy wiersz Elizabeth Bishop "One Art" z hinduskimi mantrami. Wszystkie te piosenki nagrał także w polskich wersjach wykorzystując własne przekłady. "Waltz of Liberations" wykorzystuje wiersz Luisa Cernudy "La libertad tu la conoces". Ponadto nagrał po hiszpańsku i angielsku ludowy walczyk łowicki "Świeci miesiąc świeci" w swoich przekładach na te języki, przełożył też "Psalm o gwieździe" Ernesta Brylla na angielski. Okazyjnie robił też remixy dla innych artystów (Rednex, Jean Michel Jarre) i komponował muzykę pod obraz (trailery). Jest tenorem, dysponuje skalą  od D3 do C6.